# Squash-Mannschaftsweltmeisterschaft der Frauen 2002
Die 13. Mannschafts-Weltmeisterschaft der Frauen (englisch 2002 Women’s World Team Squash Championships) fand vom 13. bis 19. Oktober 2002 in Odense, Dänemark, statt. Insgesamt nahmen 19 Mannschaften teil.
Australien revanchierte sich erfolgreich im Finale gegen England mit 2:1 für die Endspielniederlage bei der letzten Weltmeisterschaft 2000. Dies war der siebte Titelgewinn der Australierinnen. Das Spiel um Platz drei gewann, wie schon 2000, Neuseeland gegen Ägypten. Neuseeland platzierte sich damit zum dritten Mal in Folge auf dem dritten Rang. Deutschland belegte den 10. Platz, Österreich kam über den 19. und damit letzten Platz nicht hinaus. Die Schweiz nahm nicht teil.

## Modus
Die teilnehmenden Mannschaften wurden gemäß ihrer Ergebnisse von der letzten Austragung in vier Gruppen gelost. Innerhalb der Gruppen wurde jeweils im Round-Robin-Modus gespielt. Die beiden bestplatzierten Mannschaften jeder Gruppe zogen ins Viertelfinale ein, das im K.-o.-System ausgetragen wurde. Die Gruppendritten und -vierten jeder Gruppe spielten um die Plätze 9 bis 16, ebenfalls im K.-o.-System. Die drei Gruppenfünften spielten im Round Robin-Modus die Plätze 17 bis 19 aus.
Alle Mannschaften bestanden aus mindestens drei und höchstens vier Spielern, die in der Reihenfolge ihrer Spielstärke gemeldet werden mussten. Pro Begegnung wurden drei Einzelpartien bestritten. Eine Mannschaft hatte gewonnen, wenn ihre Spieler zwei der Einzelpartien gewinnen konnten. Die Spielreihenfolge der einzelnen Partien war unabhängig von der Meldereihenfolge der Spieler.

## Ergebnisse

### Vorrunde

#### Gruppe A
| Rang | Land       | Sp. | S | N | Sp.-Diff. | Punkte |
| ---- | ---------- | --- | - | - | --------- | ------ |
| 1    | Australien | 4   | 4 | 0 | 12:0      | 8      |
| 2    | Südafrika  | 4   | 3 | 1 | 8:4       | 6      |
| 3    | Kanada     | 4   | 2 | 2 | 7:5       | 4      |
| 4    | Spanien    | 4   | 1 | 3 | 2:10      | 2      |
| 5    | Indien     | 4   | 0 | 4 | 1:11      | 0      |

| Australien | – | Südafrika | 3:0 |
| Australien | – | Kanada    | 3:0 |
| Australien | – | Spanien   | 3:0 |
| Australien | – | Indien    | 3:0 |
| Südafrika  | – | Kanada    | 2:1 |

| Südafrika | – | Spanien | 3:0 |
| Südafrika | – | Indien  | 3:0 |
| Kanada    | – | Spanien | 3:0 |
| Kanada    | – | Indien  | 3:0 |
| Spanien   | – | Indien  | 2:1 |

#### Gruppe B
| Rang | Land        | Sp. | S | N | Sp.-Diff. | Punkte |
| ---- | ----------- | --- | - | - | --------- | ------ |
| 1    | England     | 3   | 3 | 0 | 9:0       | 6      |
| 2    | Malaysia    | 3   | 2 | 1 | 6:3       | 4      |
| 3    | Deutschland | 3   | 1 | 2 | 2:7       | 2      |
| 4    | Irland      | 3   | 0 | 3 | 1:8       | 0      |

| England     | – | Malaysia    | 3:0 |
| England     | – | Deutschland | 3:0 |
| England     | – | Irland      | 3:0 |
| Malaysia    | – | Deutschland | 3:0 |
| Malaysia    | – | Irland      | 3:0 |
| Deutschland | – | Irland      | 2:1 |

#### Gruppe C
| Rang | Land        | Sp. | S | N | Sp.-Diff. | Punkte |
| ---- | ----------- | --- | - | - | --------- | ------ |
| 1    | Neuseeland  | 4   | 4 | 0 | 11:1      | 8      |
| 2    | Niederlande | 4   | 3 | 1 | 9:3       | 6      |
| 3    | Frankreich  | 4   | 2 | 2 | 4:8       | 4      |
| 4    | Dänemark    | 4   | 1 | 3 | 4:8       | 2      |
| 5    | Japan       | 4   | 0 | 4 | 2:10      | 0      |

| Neuseeland  | – | Niederlande | 2:1 |
| Neuseeland  | – | Frankreich  | 3:0 |
| Neuseeland  | – | Dänemark    | 3:0 |
| Neuseeland  | – | Japan       | 3:0 |
| Niederlande | – | Frankreich  | 3:0 |

| Niederlande | – | Dänemark | 2:1 |
| Niederlande | – | Japan    | 3:0 |
| Frankreich  | – | Dänemark | 2:1 |
| Frankreich  | – | Japan    | 2:1 |
| Dänemark    | – | Japan    | 2:1 |

#### Gruppe D
| Rang | Land               | Sp. | S | N | Sp.-Diff. | Punkte |
| ---- | ------------------ | --- | - | - | --------- | ------ |
| 1    | Ägypten            | 4   | 4 | 0 | 11:1      | 8      |
| 2    | Schottland         | 4   | 3 | 1 | 10:2      | 6      |
| 3    | Hongkong           | 4   | 2 | 2 | 5:7       | 4      |
| 4    | Vereinigte Staaten | 4   | 1 | 3 | 4:8       | 2      |
| 5    | Österreich         | 4   | 0 | 4 | 0:12      | 0      |

| Ägypten    | – | Schottland         | 2:1 |
| Ägypten    | – | Hongkong           | 3:0 |
| Ägypten    | – | Vereinigte Staaten | 3:0 |
| Ägypten    | – | Österreich         | 3:0 |
| Schottland | – | Hongkong           | 3:0 |

| Schottland         | – | Vereinigte Staaten | 3:0 |
| Schottland         | – | Österreich         | 3:0 |
| Hongkong           | – | Vereinigte Staaten | 2:1 |
| Hongkong           | – | Österreich         | 3:0 |
| Vereinigte Staaten | – | Österreich         | 3:0 |

### Viertelfinale
| Neuseeland | – | Südafrika   | 2:1 |
| England    | – | Niederlande | 3:0 |
| Australien | – | Schottland  | 3:0 |
| Ägypten    | – | Malaysia    | 2:1 |

### Halbfinale
| England    | – | Neuseeland | 2:1 |
| Australien | – | Ägypten    | 3:0 |

### Finale
| Australien                                                          | Finale | England                                                            |
| ------------------------------------------------------------------- | --- | ------------------------------------------------------------------ |
| Team Sarah Fitz-Gerald Rachael Grinham Natalie Grinham Robyn Cooper | Datum: 19. Oktober 2002 Ort: Odense \| Natalie Grinham \| 5:9, 9:5, 9:7, 9:3 \| Stephanie Brind \| \| Sarah Fitz-Gerald \| 2:9, 9:2, 9:0, 9:1 \| Linda Charman-Smith \| \| Rachael Grinham \| 6:9, 2:9 \| Tania Bailey \| Resultat: 2:1 | Team Linda Charman-Smith Stephanie Brind Fiona Geaves Tania Bailey |
| Natalie Grinham                                                     | 5:9, 9:5, 9:7, 9:3 | Stephanie Brind                                                    |
| Sarah Fitz-Gerald                                                   | 2:9, 9:2, 9:0, 9:1 | Linda Charman-Smith                                                |
| Rachael Grinham                                                     | 6:9, 2:9 | Tania Bailey                                                       |

## Abschlussplatzierungen
| Rang | Mannschaft  |
| 01.  | Australien  |
| 02.  | England     |
| 03.  | Neuseeland  |
| 04.  | Ägypten     |
| 05.  | Niederlande |
| 06.  | Schottland  |
| 07.  | Malaysia    |
| 08.  | Südafrika   |

| Rang | Mannschaft         |
| 09.  | Kanada             |
| 10.  | Deutschland        |
| 11.  | Hongkong           |
| 12.  | Irland             |
| 13.  | Frankreich         |
| 14.  | Spanien            |
| 15.  | Vereinigte Staaten |
| 16.  | Dänemark           |

| Rang | Mannschaft |
| 17.  | Japan      |
| 18.  | Indien     |
| 19.  | Österreich |